# 람브라테역
람브라테역(이탈리아어: Lambrate)은 밀라노 지하철 2호선의 역이다. 1969년 9월 27일 문을 열었으며, 밀라노 람브라테 구에 있다.
이 역은 밀라노 람브라테 철도역 앞에 있는 엔리코 보티니 광장 (Piazza Enrico Bottini)에 위치해 있다. 2010년 12월부터 통로를 통해 철도역과 연결되어 이동할 수 있다.

## 시설
이 역에는 다음과 같은 시설이 있다.
- 장애인 승객을 위한 접근 시설
- 에스컬레이터
- 승차권 자동 판매기
- 역 감시카메라